# Walker Hamilton
Walker Hamilton (Airdrie, North Lanarkshire, 1934 - Goonvrea, Cornualla, 1969) fou un escriptor escocès conegut per la novel·la All the Little Animals (1968). Fill d'un miner de carbó, va deixar l'escola quan tenia quinze anys per a fer el Servei Nacional, on no va durar gaire a causa d'una mala salut. El 1960, es casà amb Dorothy i se'n van anar a viure a Cornualla. Va morir d'un atac de cor nou anys després.
All the Little Animals (la novel·la pel qual és més conegut i que s'adaptà a la pantalla gran amb el títol De bèsties i bestioles) és una història fosca i difícil de catalogar sobre un home-nen de 31 anys amb intel·ligència limitada que escapa del seu padrastre maltractador i que acaba establint una amistat inesperada amb un vell estrany que enterra animalons morts que troba per les carreteres estretes de Cornualla. Hamilton també va escriure A Dragon's Life, una novel·la publbicada pòstumament el 1970 i que tracta sobre un actor sense feina que vaga pel món mirant de trobar-se amb si mateix vestit de drac. L'edició original en deia que "A Dragon's Life és una novel·la inclassificable tal com ho fou en el seu moment All the Little Animals, i és força probable que sigui igual d'exitosa. És trist saber que no hi haurà més novel·les escrites per la ploma de Walker Hamilton, ja que va morir dies després de completar aquesta novel·la a l'edat de 35 anys."
El 1998, All the Little Animals fou adaptada al cinema 
(De bèsties i bestioles), amb actors com John Hurt i Christian Bale i dirigida per Jeremy Thomas. Malgrat que la pel·lícula va abastar un públic força ampli, The Scottish Review of Books assenyala que "l'autor i els seus llibres han estat maltractats". Del llibre, l'Alan Warner n'assegura, a l'introducció de l'edició de Freight Books del 2012 que: "La novel·la roman invisible per totes les antologies literàries actuals, la qual cosa demostra que els cànons simplement es nodreixen de cànons anteriors i no d'una lectura més àmplia".